# Los Fernández de Peralvillo
Los Fernández de Peralvillo es una película mexicana de drama de 1954 escrita y dirigida por Alejandro Galindo, y protagonizada por David Silva, Víctor Parra y Sara García. Obtuvo el Premio Ariel a Mejor Película.

## Argumento
Un joven vendedor de electrodomésticos importados, oriundo del barrio de Peralvillo, vende trabajosamente su mercancía de puerta en puerta. Desesperado por su precaria situación y al frente de una familia numerosa toma la oportunidad que le ofrece un antiguo compañero para unirse a una sociedad mercantil en la cual escalará rápidamente, en buena medida gracias a negocios sucios de los que dicha sociedad sirve de tapadera.

## Reparto
- David Silva como Roberto Márquez.
- Víctor Parra como Mario Fernández.
- Sara García como Doña Conchita Fernández / Doña Chita.
- Irma Torres como Raquel.
- Alicia Caro como Cristina Fernández.
- Andrés Soler como Don Pancho.
- Rebeca Iturbide como Martha.
- Leonor Llausás como Concepción Fernández / Conchita.
- José Pulido como Arturo.
- Esther Luquín como Blanquita.
- Conchita Gentil Arcos como Doña Esperanza.
- Miguel Manzano como Sr. Federico Osorio.
- Aurora Walker como Doña Mercedes.
- Miguel Arenas como Don Gilberto.
- María Gentil Arcos como Doña Gracia, madre de Raquel.
- Salvador Quiroz como Sr. Monzón.
- Maruja Grifell como Patrona de Damián.
- Pepe del Río como Enrique, esposo de Raquel.
- Antonio Bravo como Sr. Cervantes.
- Rafael Icardo como Don Eufemio.
- Adalberto Martínez «Resortes» como Carrana, teporocho.